# مسجد كامبونج مينونجول
مسجد كامبونج مينونجول يقع المسجد في منطقة كامبونج مينونجول، والتي تبعد حوالي عشرة كيلومترات من مدينة بندر سري بكاوان عاصمة بروناي.

## البناء
تم البدء في بناء مسجد كامبونج مينونجول في أوائل عام 1979، على موقع أرض مساحتها 0.75 فدان، واكتمل بناء المسجد في أوائل شهر سبتمبر من عام 1979، وبلغت نفقات بناء المسجد مبلغ 90,000.00 دولار.

## الافتتاح
افتتح مسجد كامبونج مينونجول رسميا من قبل معالي الحاج أوانغ عيسى بن بيهين داتو رئيس الوزراء داتو حاجي أوانغ ليلى أوتاما إبراهيم المستشار العام لسلطان بروناي دار السلام في ذلك الوقت، وذلك في يوم الجمعة السادس من شهر محرم من عام 1401 هـ الموافق الرابع عشر من شهر نوفمبر من عام 1980.

## استيعاب المسجد
تبلغ قدرة مسجد كامبونج مينونجول الاستيعابية 300 مصلي في وقت واحد.